# رافاييل ألفاريز
رافاييل ألفاريز (بالإسبانية: Rafael Álvarez Serrano)‏ هو غطاس إسباني، ولد في 29 أكتوبر 1971 في لاس بالماس دي غران كناريا في إسبانيا.

## وصلات خارجية
- رافاييل ألفاريز على موقع الاتحاد الدولي للسباحة (الإنجليزية)
- رافاييل ألفاريز على موقع قاعدة بيانات الغوص IAT (الألمانية)
- رافاييل ألفاريز على موقع اللجنة الأولمبية الدولية (الإنجليزية)
- رافاييل ألفاريز على موقع أوليمبيديا (الإنجليزية)